# De Bommelschat
Tom Poes en de Bommelschat of kortweg De Bommelschat is het achttiende verhaal uit de Bommelsaga, geschreven en getekend door Marten Toonder. De eerste aflevering van het verhaal verscheen op 28 juli 1943 en de publicatie liep tot 21 september 1943. Het centrale thema is identiteitsfraude.

## Samenvatting
Teruggekeerd van de Noordpool wil Tom Poes nu graag zelf met vakantie. Thuisgekomen vindt hij een brief met daarin een kaart van Heer Bommel, die zegt dat hij in gevaar is en hem vraagt zo snel mogelijk naar hem toe te komen. 
Tom Poes treft een sterk verwaarloosd slot Bommelstein aan, maar zonder de kasteelheer. Op de dichtgespijkerde deur hangt een briefje met de tekst: Vagebondensteeg 13 Rommeldam. In de bus naar de stad waarschuwt de toevallig meerijdende commissaris Bulle Bas hem voor deze achterbuurtsteeg. Op dat adres lijkt Tom Poes ontvangen te worden door heer Bommel, maar het gaat in feite om zijn 'slechte' neef Elias O.Bommel, die plat praat en zegt zijn geld kwijt te zijn. Hij en crimineel Pietje Kolibrie willen de schatkaart die Tom Poes heeft verborgen. 
Later wordt Tom Poes opgesloten bij de echte heer Bommel, die vertelt dat zijn neef achter zijn schatten aan zit. Zijn overovergrootvader heeft de schatkaart laten overerven op de oudste zoon, dus is deze kaart nu rechtens van Heer Bommel. Uiteindelijk lukt het om de boeven te verslaan.
Door toeval belanden ze in de auto van de twee boeven, waarna de twee vrienden de auto naar het politiebureau van Rommeldam laten sturen. Neef Elias zit klem met een bankje in zijn rug en Pietje Kolibrie hangt half bewusteloos uit de auto.
Brigadier Snuf bevrijdt de twee vrienden en brengt Pietje en Elias naar commissaris Bulle Bas. Die stuurt hen naar de rechtbank in de hoofdstad en nodigt heer Bommel en Tom Poes uit voor een slotmaaltijd bij hem thuis.

## Voetnoot
1. ↑  Volgens Marten Toonder zijn de tekst en tekeningen gedeeltelijk door medewerkers vervaardigd, omdat hijzelf was getroffen door longontsteking, 25 maart 1997 Greystones